# 彌園豊一
彌園 豊一（みその とよかず、1956年11月1日 - ）は、日本の実業家。

## 略歴
1981年京都大学法学部卒業
、同年年4月関西電力株式会社入社。1984年シカゴ大学にてMBAの学位を取得。
2011年6月関西電力執行役員(従業員。会社法上の役員ではない)お客さま本部副本部長、営業企画部門統括、2015年6月同社常務執行役員(従業員。会社法上の役員ではない)お客さま本部長代理、2018年6月同社代表取締役副社長執行役員(会社法上の役員)、2020年6月株式会社かんでんエルハート代表取締役社長、2020年6月関西電力株式会社取締役、代表執行役副社長。
2020年3月経済産業大臣からの業務改善命令を受け、第三者委員会の調査報告内容に基づき、責任の所在明確化のため、彌園代表取締役副社長執行役員については、月額の20％（3ヶ月）報酬返上を発表した。また、異例なことに上場企業が個別開示を義務付けられている報酬1億円を下回る水準で氏名と報酬額を示され、彌園副社長の報酬水準が公表された
。
2022年6月関西電力役員を退任。